# Памела Ийлс О'Конъл
Памела Ийлс О'Конъл (на английски: Pamela Eells O'Connell) (кредитирана и като Памела Ийлс) е американска телевизионна продуцентка и сценаристка.
По-известни нейни сериали, като сценарист или продуцент са: Charles in Charge, Family Matters, Луд съм по теб, Гувернантката, Brotherly Love, Женени с деца, Rude Awakening, Ellen, Лудориите на Зак и Коди, Вълнения по вълните и Джеси (на този сериал е и автор).
Памела Ийлс бе номинирана два пъти за Primetime Emmy Awards, за работата си в „Лудориите на Зак и Коди“, като част от сценарийния му екип. През първите няколко години от кариерата си е работила с колежката си Сали Лапидус до 1995 година.
През 2010 година О'Конъл основава продуцентската компания Bon Mot Productions, първият сериал, който произвежда е третият и последен сезон на „Вълнения по вълните“.